# Eigentumsideologie
Eigentumsideologie bezeichnet in der Soziologie einen sinnhaften Begründungs- und Legitimierungszusammenhang, der dem privaten Eigentum eine Notwendigkeit für das allgemeine Funktionieren von Gesellschaft zuschreibt. Teilweise kann ein solcher Begründungszusammenhang auch Erklärungsmuster reproduzieren, die den vorherrschenden Weltanschauungen und Wertorientierungen entsprechen. Die gewählten Argumentationszusammenhänge zielen jedoch in allen Fällen darauf ab, legitime Begründungen für das Entstehen von Eigentum aufzuzeigen und seinen allgemeinen gesellschaftlichen Nutzen abzuleiten.
So vertritt der peruanische Ökonom Hernando de Soto, der der Eigentumsökonomik nahesteht, die These, dass eine der wesentlichen Ursachen der Armut in Entwicklungsländern die unzureichende Sicherheit des Eigentums ist. Demgegenüber stelle die historisch gewachsene Infrastruktur zur Dokumentation von Eigentum durch Grundbücher, Kataster, Handelsregister usw. eine Sicherheit für die Entwicklung in den westlichen Industrieländern dar.
Thomas Piketty bezeichnet die rechtliche, ökonomische und soziale Legitimation der wachsenden Vermögensungleichheit als Proprietarismus.